# Budau
Budalu je priimek v Sloveniji, ki ga je po podatkih Statističnega urada Republike Slovenije na dan 1. januarja 2010 uporabljalo 7 oseb in je med vsemi priimki po pogostosti uporabe uvrščen na 22.0599. mesto.

## Znani nosilci priimka
- Elza Budau (*1941), besedilopiska in pisateljica
- Janez Budau (1807−1878), šolnik